# Cầu Dã Viên

Cầu Dã Viên đường bộ và đường sắt bắc qua sông Hương

Cầu Dã Viên, là một cây cầu bắc qua sông Hương nối quận Phú Xuân với quận Thuận Hóa thuộc thành phố Huế, Việt Nam.

## Giới thiệu sơ lược

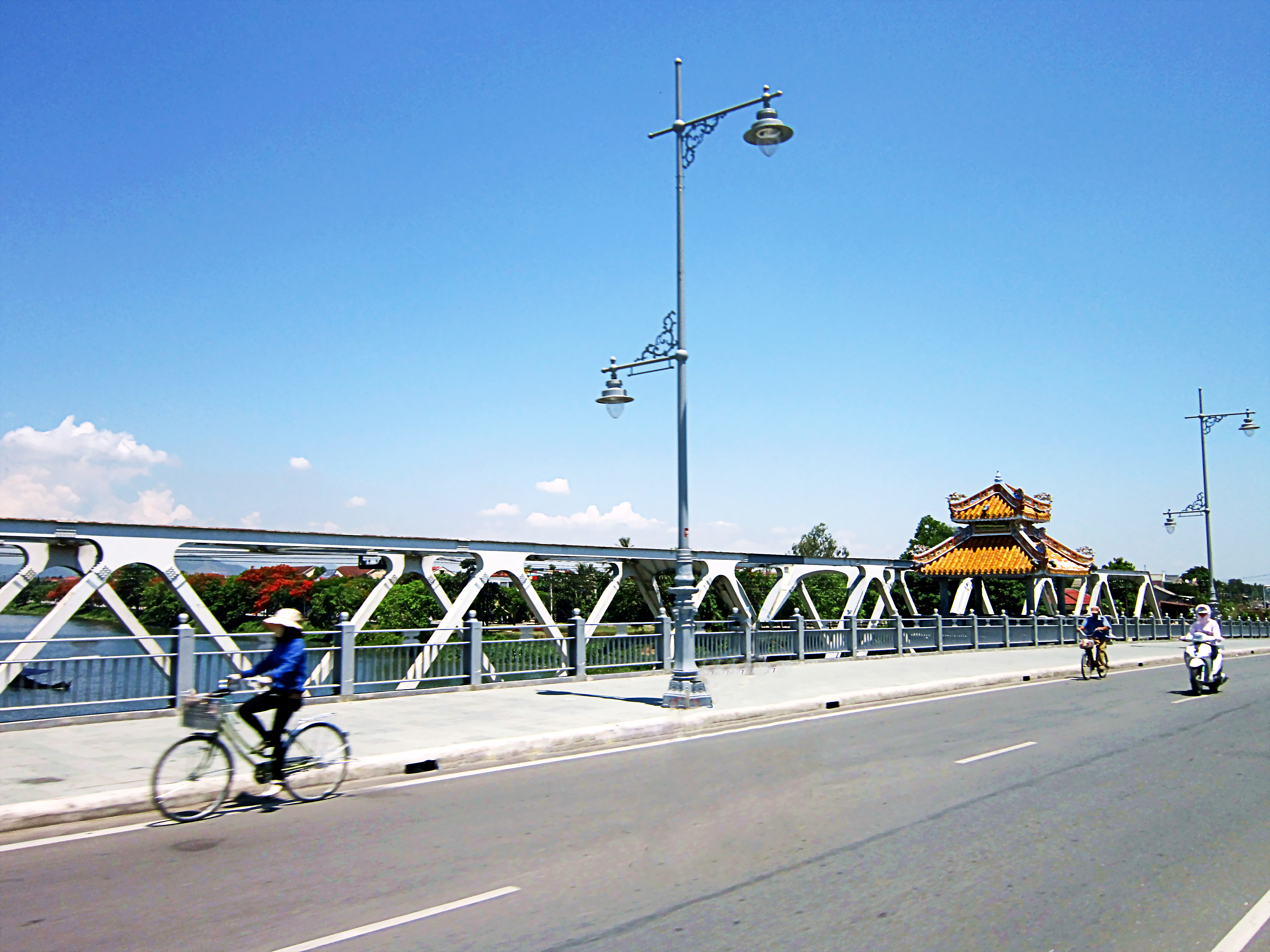
Trên cầu Dã Viên

Cầu được khởi công xây dựng với tên gọi là "cầu đường bộ Bạch Hổ" (chạy song song với tuyến cầu sắt Bạch Hổ dùng cho tàu hỏa), và khánh thành ngày 31 tháng 8 năm 2012. Tháng 12 cùng năm, sau khi lấy ý kiến của nhân dân, Hội đồng nhân dân tỉnh Thừa Thiên Huế đã biểu quyết thông qua với hơn 77% số phiếu tán thành, và chính thức đặt tên là cầu Dã Viên.
Cầu dài 542,5 mét (1.780 ft) (gồm cả đường dẫn), rộng 24,5 mét (80 ft) với bốn làn xe và hai lề đường dành cho người đi bộ. Cầu có năm nhịp và lan can. Điểm đầu cầu Bạch Hổ tại ngã ba giao với Quốc lộ 1 và đường Kim Long, điểm cuối nối với đường Bùi Thị Xuân. Dọc theo thân cầu có sáu vọng lâu để người dân và du khách có thể ngồi hóng mát, ngắm cảnh.

## Thông tin liên quan
Trước khi có "cầu đường bộ Bạch Hổ" (tức cầu Dã Viên), thì nơi đây đã có "cầu sắt Bạch Hổ" dùng cho tàu hỏa. Theo bài viết "Cồn Dã Viên - Bạch Hổ của kinh thành Huế" đăng tải trên website Đài Tiếng nói Việt Nam, thì vào năm 1908, tuyến đường sắt Huế – Quảng Trị được thiết lập, và hai cây cầu Bạch Hổ và Dã Viên có kết cấu bằng thép giống nhau đã được xây dựng.
Cầu Bạch Hổ nối bờ bắc sông Hương tới cồn Dã Viên, có chiều dài 302,1 m. Cầu Dã Viên nối cồn với bờ nam sông Hương thuộc phường Đúc, dài 102,7 m. Cả hai cây cầu này đều có lối đi rất nhỏ hai chiều xuôi ngược biệt lập nằm ở một bên cầu. Lối đi này dành cho xe 2 bánh, không dành cho người đi bộ. Hai cây cầu đường sắt nguyên bản đã bị hư hại trong chiến tranh và đã được trùng tu.
Đây là hai cây cầu độc lập của tuyến đường sắt, nhưng do quan niệm cồn Dã Viên là "bạch hổ" của Kinh thành, nên người dân Huế vẫn gọi chung tuyến giao thông ấy là "cầu sắt Bạch Hổ". 

## Tranh cãi về tên cầu
Đã có nhiều tranh cãi về tên gọi "cầu Bạch Hổ". Theo đó, cây cầu đường sắt bắc qua sông Hương hiện nay khi được đưa vào sử dụng năm 1908 vốn mang tên là cầu Dã Viên, là cầu chung đường sắt và đường bộ chứ không mang tên Bạch Hổ. Còn cầu Bạch Hổ vốn là tên của cây cầu nhỏ bắc qua sông Kẻ Vạn trên con đường ven sông Hương đi chùa Thiên Mụ và khu Văn Thánh. Cầu được dựng bằng gỗ dưới đời Gia Long và được đặt tên là Bạch Hổ để đối xứng với cầu Thanh Long bắc qua Ngự Hà ở phía đông Kinh thành. Về sau, vua Minh Mạng cho đổi tên thành cầu Lợi Tế, tuy nhiên người dân vẫn quen gọi là cầu Bạch Hổ. Hiện nay tấm bia "Lợi Tế kiều" bằng đá vẫn còn tồn tại ở đầu cầu. Bản đồ Huế năm 1968 do quân đội Hoa Kỳ vẽ vẫn thể hiện rất rõ tên gọi hai cây cầu Bạch Hổ và Dã Viên. Năm 1990, cầu Bạch Hổ bị sập vì quá tải, nên được xây mới bằng bê tông cốt thép. Tuy nhiên lúc này chính quyền lại đổi tên thành cầu Kim Long, còn cầu Bạch Hổ lại trở thành tên của cây cầu đường sắt.